# 金線魚
金线鱼，俗名金線鰱、黃線、紅姑魚、尾蝶仔、紅三、红衫鱼，為辐鳍鱼纲鲈形目金线鱼科的其中一个种。

## 特徵
本魚軀體橢圓稍延長，體被小型櫛鱗。側線僅一條，完整，中位略呈弧形。胸鰭有鰭條6－7枚。眼後方，胸鰭基底上方有一塊朱紅色小斑點。尾鰭上葉延長為絲狀，但幼魚期較無明顯的延長。眼後至尾柄基部上方有一明顯的金黃色縱帶。胸鰭基底甚長，硬棘不甚堅固。背鰭硬棘10枚、軟條9－10枚；臀鰭硬棘3枚、軟條6－8枚。體長可達35公分。

## 生態
本魚生活于水深40－220公尺。棲息在具沙泥底質海域，屬肉食性，以甲殼類、頭足類為食。

## 分布
本魚分布於西太平洋區，包括日本、韓國、台灣、中國東海、南海、菲律賓、印尼、越南、泰國、澳洲等海域。

## 經濟利用
金線魚為一具有相當經濟價值的可食用魚類，於其出產地區（典型例子為嶺南地區）為相當大眾化的食用魚（於廣東被稱為紅衫魚），適合包括清蒸、香煎、紅燒、煮湯在內各式各樣的烹調方式。但由於其捕撈方式主要為海底拖网，族群數量在十年之間急劇下降三成，再加上因需求增加而過度捕撈以及棲息地遭受污染，其於世界自然基金會出版的《海鮮選擇指引》之級別已由「想清楚才可食用」升至「避免食用」。